# Adolphe Englebienne
Adolphe Englebienne, né à Courcelles, le 7 mai 1844 et mort à Mons, le 17 novembre 1906, est un juriste, un magistrat et un homme politique belge qui fut à la fin du XIXe siècle un des ténors du barreau et par la suite, le juge de paix du canton de Mons. Il fut particulièrement médiatisé en 1886 dans le cadre de l'Affaire Vandersmissen.

## Éléments biographiques

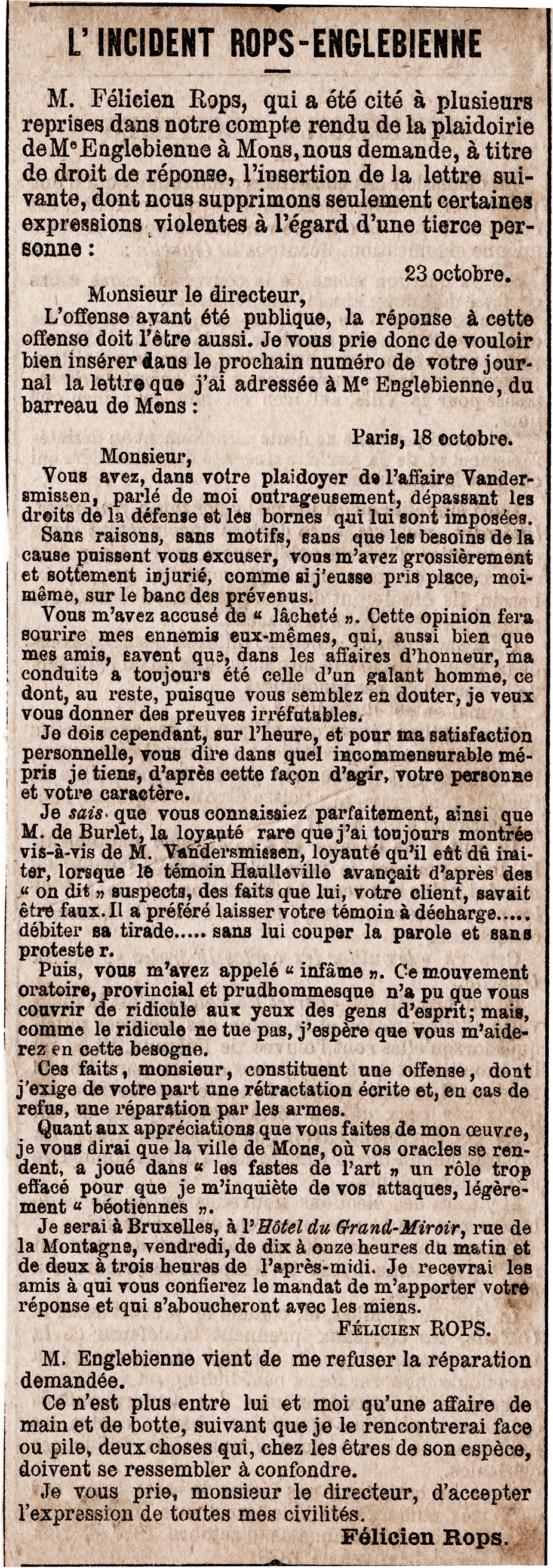
Droit de réponse exercé par Félicien Rops faisant suite aux attaques de maître Englebienne devant les assises de Mons, in: La Réforme du 24 octobre 1886.

Adolphe Paul Victor Englebienne naît à Courcelles le 7 mai 1844. Il commence sa carrière en tant qu'industriel puisqu'il est maître de forges à Houdeng-Aimeries. Il n'entamera que plus tard sa carrière d'avocat, après avoir étudié le droit.
En août 1865, il épouse à Enghien, Marie Adèle Daminet.

## Carrière en tant qu'avocat
Excellent tribun, on le retrouve au fil de sa carrière dans de grand procès en Belgique au côté d'avocats de renom. Sur 61 procès d'assises, il obtient 30 acquittements. Dans le procès d'Oscar Falleur, il est ainsi au côté de Jules Destrée; lors du procès du grand complot, il est au côté de Paul Janson et d'Edmond Picard. Il est également le conseil en appel de Gustave Vandersmissen qui défraya la chronique en 1886 dans le cadre de l'affaire Vandersmissen. Lors de la défense de Gustave Vandersmissen accusé du meurtre de son épouse volage, il prit le parti d'écorner la réputation de sa femme, ce que s'était refusé de faire en première instance son avocat Jules Lejeune. Il la présenta donc sous les traits d'une gourgandine et salit au passage la réputation de Félicien Rops qui avait été l'amant de l'épouse infidèle, Alice Renaud tandis qu'elle n'avait que 17 ans. Dans la presse, il parle même de l'infâme Fély. La riposte de Félicien Rops ne se fait pas attendre, il use d'un droit de réponse et veut en découdre avec Alphonse Englebienne en duel. À cette fin, Félicien Rops quitte Paris et se rend à Bruxelles. Le duel n'aura cependant finalement pas lieu, l'offensé ayant préféré s'en retourner à Paris,.

## Carrière politique
En 1881, il est élu, avec Adolphe Harmignie au conseil communal de Mons. Ensuite au conseil provincial du Hainaut où il ne tarde pas à devenir le chef de file des catholiques.

## Juge de paix
Après sa carrière d'avocat, Adolphe Englebienne devient le juge de paix du canton de Mons. Il meurt en occupant cette fonction, le 17 novembre 1906, il est alors âgé de 62 ans.